# Doru Tulcan
Doru Tulcan (n. 21 aprilie 1943, Cladova, județul Arad) este un pictor român. A fost membru fondator al Grupului Sigma din 1969 pînă 1976 (1978), când grupul s-a destrămat. Este lector la Facultatea de Arte a Universității de Vest din Timișoara.  În afară de pictură, opera lui cuprinde lucrări ambientale, film, fotografie și video.